# Rien de Roller
Marinus (Rien) de Roller (Amsterdam, 13 mei 1925 – Baarn, 4 december 1983) was een Baarns beeldend kunstenaar.

## Biografie
Hij was de zoon van Gerrit de Roller en Wilhelmina de Ruijter. Hij werd geboren in Amsterdam en groeide op in Baarn. Rien de Roller werd vooral bekend door zijn gedetailleerde pentekeningen van, veelal in verval geraakte, gebouwen. Zijn werken vallen in het genre architectuur, landschap en marien. Hij woonde en werkte in Baarn. Hij was lid van Artishock in Soest, de Samenwerkende Ambachtskunstenaars in Hilversum en de Bond Beroeps Kunstenaars.
Hij exposeerde onder andere in Baarn, Hilversum, Hooghalen, Laren, Naarden, Pieve di Cadore (Italië) en Soest. In 1974 heeft hij, in eigen beheer, een boekje uitgegeven met afbeeldingen van zijn toenmalige werk (Rien de Roller, druk: Tonselhoeve B.V., Ermelo).

## Werk
De Roller was autodidact. Tussen 1950 en 1970 experimenteerde hij met verschillende technieken en onderwerpen. Zo schilderde hij landschappen en zeeën maar hij maakte ook abstract werk. Hij volgde tekenlessen bij Siem Stop te Hilversum en voor zijn zeegezichten kreeg hij aanwijzingen van zijn oom J. H. G. J. de Roller (oud zeeman).
Vanaf circa 1970 gebruikte hij de tekenpen en ontwikkelde zijn eigen kenmerkende stijl waarin hij zowel abstract als figuratief werk maakte. Binnen het abstracte werk combineerde hij tekenpen met kleurpotlood.
De onderwerpen van zijn figuratieve werk zijn ontleend aan veelal vervallen gebouwen en opstallen. De onderwerpen voor dit figuratieve werk vond hij in de omgeving van Baarn, op de Veluwe, in Drenthe maar ook in het buitenland (Oostenrijk en Italië).